# 渡辺信久
渡辺 信久（わたなべ のぶひさ、1963年 - ）は、 日本の環境化学・環境工学者。大阪工業大学工学部環境工学科教授。工学博士（京都大学）。環境庁所管中間貯蔵・環境安全事業 (JESCO) PCB処理事業部会主査。大阪市環境影響評価専門委員会委員。大阪府排気部処理施設等の設置に係わる生活環境影響評価審議会委員。廃棄物資源循環学会理事。
専門は、環境化学工学（特にグリーンケミストリー・バイオエアロゾル・ダイオキシン類）、循環基盤工学/循環型社会工学（環境資源・環境保全・環境アセスメント含む）、地球廃棄物処理工学。

## 経歴
1987年京都大学工学部衛生工学科卒業。1992年同大学大学院工学研究科衛生工学専攻博士課程単位取得満期退学。同年、大阪市立環境科学研究所（現在の大阪健康安全基盤研究所）研究員。1994年工学博士（京都大学）。1997年ミュンスター大学化学生物センサー研究所(ICB)客員研究員。2002年京都大学環境保全センター助教授を経て、2006年大阪工業大学工学部環境工学科教授。
主な著書は、図説わかる環境工学（共著、学芸出版社2008、学術書）、2010年受験用3R検定試験問題・最新動向解説集（共著、ミネルヴァ書房2009、学術書）など。

## 主な受賞
- 水環境学会論文奨励賞 (1994)
- 生活衛生協会会長賞 (2001)
- 分析化学会論文賞 (2002)
- 廃棄物学会研究奨励賞 (2003)
- 環境化学会学術賞・技術賞
- 環境大臣表彰2020（廃棄物・浄化槽研究開発功労者）

## 主な研究
- 環境資源・循環型社会・エネルギー変換における化学元素の挙動
- 化学物質の環境運命パラメーターに関する研究
- バイオエアロゾル・ダイオキシン類などの環境アセスメント・モニタリング
- 有機ハロゲンの計測と制御[7]
- PCB廃棄物処理技術について

国際交流活動として、北京航空航天大学環境科学工学科（同学科教授・学科長の孫軼斐が元大阪工業大学環境工学科博士研究員）との研究交流を行っている
。また、環境工学の対外啓蒙活動として、企業向けに環境事業に携わる若手中堅技術者育成プログラム「フォーラム環境塾」2019（第18期10月講義）の講師や、自治体向け廃棄物資源循環学会企画セミナー「SDGsスタンダードな生活衛生・資源循環インフラ〜焼却・エネルギー回収・資源回収・最終処分の普及」の講師などを務めている。

## 主な自治体アドバイザー
- 大阪市環境影響評価専門委員会委員[10]
- 大阪府排気部処理施設等の設置に係わる生活環境影響評価審議会委員。
- 大阪湾広域臨海環境整備センターダイオキシン類に関する技術アドバイザー[11]
- 豊中市廃棄物減量等推進審議会委員長
- 茨木市廃棄物減量等推進審議会
- 神戸市環境保全審議会
- 伊丹市廃棄物減量等推進審議会 委員長
- 猪名川上流広域ごみ処理施設環境保全委員会
- 加古川市廃棄物減量等推進審議会
- 奈良市クリーンセンター建設計画策定委員会委員長
- 奈良県山辺・県北西部広域環境衛生組合新ごみ処理施設整備検討委員会委員長
- 滋賀県彦根愛知犬上地域新ごみ処理施設整備基本計画検討委員会委員長
- 東京PCB処理事業部会
- 北九州PCB処理事業部会